# Сиврак ан Медок
Сиврак ан Медок (фр. Civrac-en-Médoc) насеље је и општина у југозападној Француској у региону Аквитанија, у департману Жиронда која припада префектури Лепар Медок.
По подацима из 2011. године у општини је живело 595 становника, а густина насељености је износила 32,43 становника/km². Општина се простире на површини од 18,35 km². Налази се на средњој надморској висини од 15 метара (максималној 22 m, а минималној 6 m).

## Демографија
| 1962. | 1968. | 1975. | 1982. | 1990. | 1999. | 2011. |
| ----- | ----- | ----- | ----- | ----- | ----- | ----- |
| 418   | 427   | 403   | 451   | 510   | 502   | 595   |

График промене броја становника у току последњих година